# Ralf Drescher
Ralf Drescher (* 18. Januar 1956 in Magdeburg) ist ein ehemaliger deutscher Politiker (Christlich Demokratische Union Deutschlands, CDU). Er war von 2008 bis 2011 Landrat des Landkreises Nordvorpommern, und von 2011 bis 2018 Landrat des im Zuge der Kreisgebietsreform 2011 neu gegründeten Landkreises Vorpommern-Rügen.

## Beruf
Nach dem Abitur erlernte Ralf Drescher den Beruf eines KfZ-Elektromechanikers, später absolvierte er ein Fachschulstudium im Studiengang „Geräte und Anlagen der Nachrichtenelektronik“ an der Ingenieurhochschule Berlin. Nach einer Ausbildung zum Verwaltungsbetriebswirt an der Verwaltungs- u. Wirtschaftsakademie Mecklenburg-Vorpommern war er von 1993 bis 1996 als Kämmerer und von 1997 bis 1999 als Hauptamtsleiter des Amtes Süderholz tätig.

## Politik
Im Jahr 1990 wurde Ralf Drescher, der vor der Wende nicht politisch aktiv gewesen ist, zum Bürgermeister der Gemeinde Neuendorf in Nordvorpommern gewählt. 1993 trat er in die CDU ein.
Von 1994 bis 2005 war er Mitglied im Kreistag Nordvorpommern, dabei von 1996 bis 2005 Fraktionsvorsitzender der CDU im Kreistag. Seit 1996 ist er auch Mitglied im Kreisvorstand der CDU Nordvorpommern. Von 1999 bis 2005 war er gewählter hauptamtlicher Bürgermeister der Gemeinde Süderholz.
Im Dezember 2005 wurde er zum Beigeordneten und ersten Stellvertreter des Landrates von Nordvorpommern gewählt. Bei der Wahl am 13. April 2008 wurde er mit 65,2 % Stimmenanteil zum Landrat des Landkreises Nordvorpommern gewählt; er trat die Funktion am 21. Juli 2008 an. Am 4. September 2011 trat er zur Wahl um den Posten des Landrates des neuen Landkreises Vorpommern-Rügen an und erreichte im ersten Wahlgang 42,5 % der Stimmen. Bei der Stichwahl am 18. September 2011 erreichte er 51,7 % der Stimmen und setzte sich damit gegen seine Konkurrentin Kerstin Kassner (Die Linke) durch.
Im Juli 2017 teilte Drescher mit, dass er bei der nächsten Landratswahl im Jahr 2018 aus Altersgründen nicht mehr für das Amt des Landrates des Landkreises Vorpommern-Rügen antreten werde. Die Amtsgeschäfte übergab Drescher am 5. Oktober 2018 an seinen Nachfolger Stefan Kerth (SPD).
Ralf Drescher war Mitglied des Verwaltungsrates der Sparkasse Vorpommern.

## Familie
Ralf Drescher ist seit 1981 verheiratet und hat zwei Söhne. Ein Sohn, Wotan Drescher, ist ebenfalls CDU-Politiker und gewählter Vorsitzender der Gemeindevertretung der Gemeinde Süderholz.